# Prometej (Manship)
Prometej je pozlaćena, lijevana brončana skulptura Paula Manshipa iz 1934. godine, smještena iznad donjeg trga (Donje plaze) u Rockefellerovom centru na Manhattanu u New Yorku. Kip je izradila ljevaonica Roman Bronze Works u Queensu. Visok je 5,5 metara i težak 8 tona. Prikazuje grčku legendu o Titanu Prometeju, koji je čovječanstvu dao vatru.

## Opis
Naslonjeni lik nalazi se u slivu fontane visine 18,3 x 4,9 metara ispred sivog, pravokutnog zida na Donjoj plazi, smješten usred Rockefellerovog centra. Na prsten - koji predstavlja nebesa - ispisani su znakovi zodijaka, koji su označeni na vanjskoj strani prstena. Kroz prsten Prometej pada prema zemlji (planina) i moru (bazen).
Natpis - parafraza iz Eshila - na granitnom zidu iza skulpture glasi: "Prometej, učitelj svake umjetnosti, donio je vatru koja se smrtnicima pokazala kao sredstvo za moćne ciljeve."
Prometej se smatra glavnim umjetničkim djelom Rockefeller centra i jedno je od poznatijih umjetničkih djela kompleksa. Sezonsko božićno drvce Rockefeller centra podiže se iznad kipa svake zime. Tijekom ostatka godine, Prometej služi kao glavna estetska atrakcija u otvorenom restoranu Donje plaze.